# Appra magyar!
Az Appra magyar! magyar fejlesztésű televíziós vetélkedő. A műsorvezetője Liptai Claudia volt.
2017. november 21-én indult a TV2-n.

## Ismertető
A műsor lefolyása hasonló az RTL Klubos 4N4LN – A családi játszma című műsorhoz. A különbség, hogy itt élőben ment a műsor és a szavazás is, illetve családok helyett sztárok csaptak össze. A versenyben előbb egy feltett kérdésre válaszolhattak a nézők, majd a sztárvendégek feladata volt eltalálni, hogy a szavazók többségének mi a véleménye.
Sajnos az élő adás miatt többször lépett elő technikai hiba. 2017. november 22-én a műsor helyett a Vigyázat, gyerekkel vagyok! egyik adása ment. November 29-én pedig a hang ment el néhány percig. A műsort még ebben az évben megszüntették.